# Calycina guineensis
Calycina guineensis es una especie de coleóptero de la familia Mordellidae.

## Distribución geográfica
Habita en el Oeste África.